# ビアンコ
ビアンコ（イタリア語: Bianco）は、イタリア共和国カラブリア州レッジョ・カラブリア県にある、人口約4,300人の基礎自治体（コムーネ）。

## 地理

### 位置・広がり

#### 隣接コムーネ
隣接するコムーネは以下の通り。
- カラッファ・デル・ビアンコ
- カジニャーナ
- フェッルッツァーノ
- アフリコ - 内包